# CEFL Cup 2018
La CEFL Cup 2018 è stata la terza edizione dell'omonimo torneo di football americano organizzato dalla Central European Football League.
Avrà inizio il 29 aprile e si è conclusa il 10 giugno con la finale di Belgrado vinta per 55-41 dai serbi Beograd Vukovi sui polacchi Seahawks Gdynia.

## Squadre partecipanti
| Club                | Città    | Stadio | Sponsor ufficiale | Risultato nella stagione 2017 |
| ------------------- | -------- | ------ | ----------------- | ----------------------------- |
| Beograd Vukovi      | Belgrado |        |                   |                               |
| Budapest Cowbells   | Budapest |        |                   |                               |
| Sakarya Tatankaları | Sakarya  |        |                   |                               |
| Seahawks Gdynia     | Gdynia   |        |                   |                               |

## Tabellone
|  | Semifinali          | Semifinali          | Semifinali     |                |                 | Finale          | Finale | Finale |  |
|  |                     |                     |                |                |                 |                 |        |        |  |
|  | Seahawks Gdynia     | Seahawks Gdynia     | 28             |                |                 |                 |        |        |  |
|  | Seahawks Gdynia     | Seahawks Gdynia     | 28             |                |                 |                 |        |        |  |
|  | Budapest Cowbells   | Budapest Cowbells   | 18             |                |                 |                 |        |        |  |
|  | Budapest Cowbells   | Budapest Cowbells   | 18             |                | Seahawks Gdynia | Seahawks Gdynia | 41     |        |  |
|  |                     |                     |                |                | Seahawks Gdynia | Seahawks Gdynia | 41     |        |  |
|  |                     |                     | Beograd Vukovi | Beograd Vukovi | 55              |                 |        |        |  |
|  | Beograd Vukovi      | Beograd Vukovi      | Beograd Vukovi | Beograd Vukovi | 55              | 56              |        |        |  |
|  | Beograd Vukovi      | Beograd Vukovi      |                |                |                 |                 |        |        |  |
|  | Sakarya Tatankaları | Sakarya Tatankaları | 28             |                |                 |                 |        |        |  |

## Calendario

### Semifinali
| Gdynia 29 aprile 2018 | Seahawks Gdynia | 28 – 18 (7-0 21-6 0-6 0-6) referto | Budapest Cowbells | Stadio Nazionale del Rugby |

| 12 maggio 2018 | Beograd Vukovi | 56 – 28 | Sakarya Tatankaları |  |

### Finale CEFL Cup III
| Belgrado 10 giugno 2018 | Seahawks Gdynia | 41 – 55 | Beograd Vukovi | BASK Stadium |

## Verdetti
- Beograd Vukovi Vincitori della CEFL Cup 2018